# Ravel (Puy-de-Dôme)
Pour les articles homonymes, voir Ravel (homonymie).
Ravel est une commune française, située dans le département du Puy-de-Dôme en région Auvergne-Rhône-Alpes.
Elle fait partie de l'aire d'attraction de Clermont-Ferrand. Ses habitants, au nombre de 767 au recensement de 2022, sont appelés les Ravellois et les Ravelloises.

## Géographie

### Localisation
Ravel, dont le centre bourg est situé au pied d'une colline qui accueille le château médiéval de Ravel, domine à l'ouest la riche plaine de la Limagne et se situe sur le territoire du parc naturel régional Livradois-Forez, qui s'étend à l'est. Faisant quelque 1 300 hectares, la commune se trouve à 5 km au sud de Lezoux et à 8 km au nord-nord-est de Billom.
Ravel fait partie de la communauté de communes Entre Dore et Allier dont le siège se situe à Lezoux.
Quatre communes sont limitrophes :
|         | Lezoux           |              |
|         | Ravel            | Bort-l'Étang |
| Moissat | Glaine-Montaigut |              |

### Climat
Pour des articles plus généraux, voir Climat d'Auvergne-Rhône-Alpes et Climat du Puy-de-Dôme.
En 2010, le climat de la commune est de type climat océanique dégradé des plaines du Centre et du Nord, selon une étude du Centre national de la recherche scientifique s'appuyant sur une série de données couvrant la période 1971-2000. En 2020, Météo-France publie une typologie des climats de la France métropolitaine dans laquelle la commune est exposée à un climat de montagne ou de marges de montagne et est dans la région climatique  Nord-est du Massif Central, caractérisée par une pluviométrie annuelle de 800 à 1 200 mm, bien répartie dans l’année. 
Pour la période 1971-2000, la température annuelle moyenne est de 11,4 °C, avec une amplitude thermique annuelle de 16,7 °C. Le cumul annuel moyen de précipitations est de 791 mm, avec 8,9 jours de précipitations en janvier et 7,6 jours en juillet. Pour la période 1991-2020, la température moyenne annuelle observée sur la station météorologique de Météo-France la plus proche, « Courpière », sur la commune de Courpière à 11 km à vol d'oiseau, est de 11,8 °C et le cumul annuel moyen de précipitations est de 876,9 mm,. Pour l'avenir, les paramètres climatiques de la commune estimés pour 2050 selon différents scénarios d'émission de gaz à effet de serre sont consultables sur un site dédié publié par Météo-France en novembre 2022.

## Urbanisme

### Typologie
Au 1er janvier 2024, Ravel est catégorisée commune rurale à habitat dispersé, selon la nouvelle grille communale de densité à sept niveaux définie par l'Insee en 2022.
Elle est située hors unité urbaine. Par ailleurs la commune fait partie de l'aire d'attraction de Clermont-Ferrand, dont elle est une commune de la couronne,. Cette aire, qui regroupe 209 communes, est catégorisée dans les aires de 200 000 à moins de 700 000 habitants,.

### Occupation des sols
L'occupation des sols de la commune, telle qu'elle ressort de la base de données européenne d’occupation biophysique des sols Corine Land Cover (CLC), est marquée par l'importance des territoires agricoles (59,2 % en 2018), en augmentation par rapport à 1990 (56,5 %). La répartition détaillée en 2018 est la suivante : forêts (35,3 %), zones agricoles hétérogènes (22,7 %), terres arables (18,3 %), prairies (18,3 %), zones urbanisées (5,5 %). L'évolution de l’occupation des sols de la commune et de ses infrastructures peut être observée sur les différentes représentations cartographiques du territoire : la carte de Cassini (XVIIIe siècle), la carte d'état-major (1820-1866) et les cartes ou photos aériennes de l'IGN pour la période actuelle (1950 à aujourd'hui).

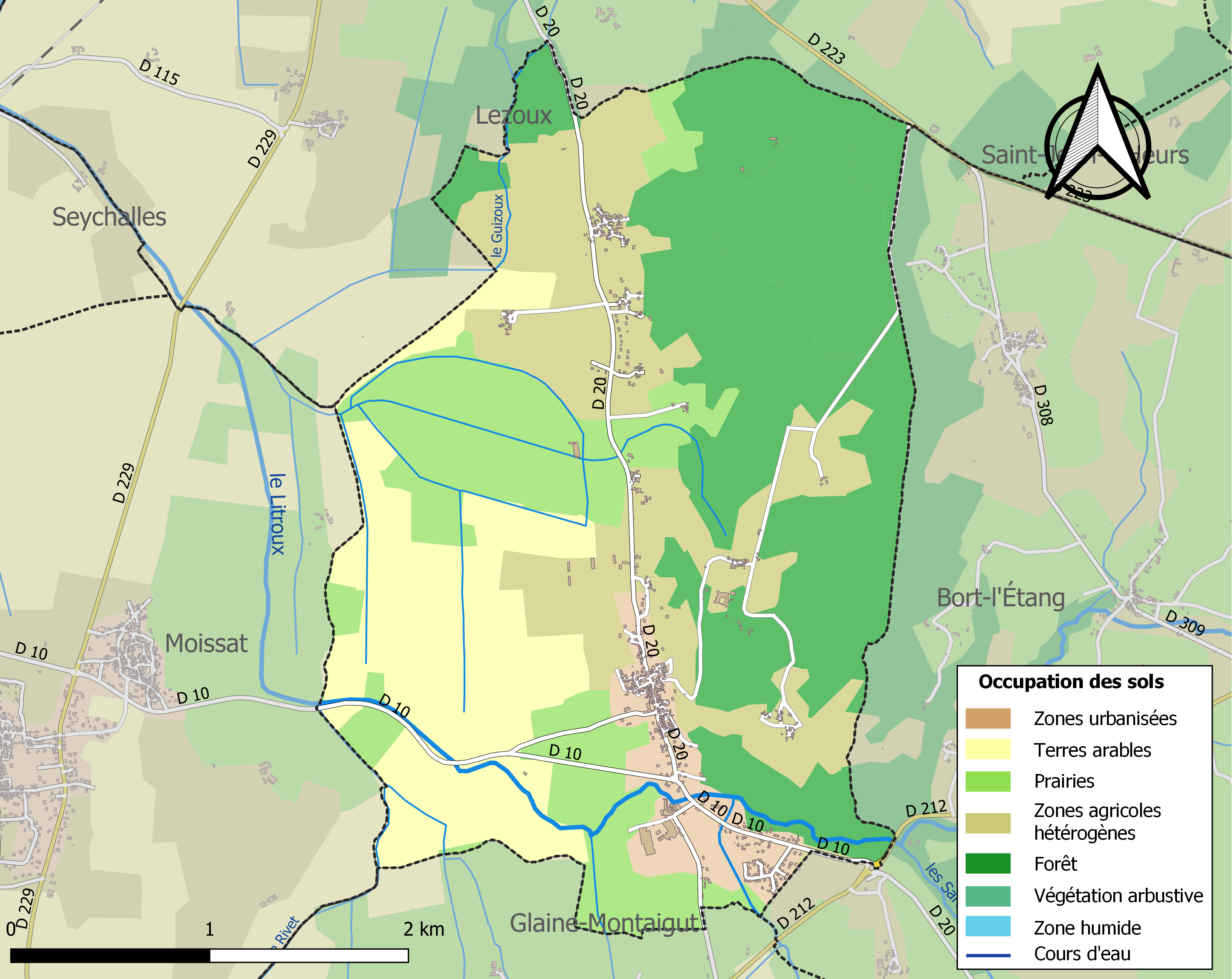
Carte des infrastructures et de l'occupation des sols de la commune en 2018 (CLC).

### Voies de communication et transports
Le territoire communal est traversé par la route départementale 10, reliant Vertaizon à l'ouest à la RD 212 en direction de Billom, Bort-l'Étang, Peschadoires et Thiers, ainsi que la route départementale 20, reliant Lezoux au nord au centre-bourg.

## Toponymie
La commune porta entre l'an II et 1822 le nom de Ravel-Salmerange,.

## Histoire
On y trouve deux châteaux, le château de Ravel et, sur l'autre versant, le château de Codignat (situé sur la commune voisine de Bort-l'Étang), qui était à l'origine une tour de guet du château de Ravel.
Le village de Ravel était surtout connu il y a encore quelques années pour ses carrières de pierre et sa célèbre entreprise de carrelage de Ravel.

## Politique et administration

### Découpage territorial
Sur le plan administratif, Ravel dépendait du district de Billom puis de l'arrondissement de Clermont-Ferrand depuis 1801. Elle fut brièvement chef-lieu du canton de Ravet avant de dépendre du canton de Vertaizon de 1801 à mars 2015. À la suite du redécoupage des cantons du département, la commune est rattachée au canton de Lezoux.
Les limites territoriales des cinq arrondissements du Puy-de-Dôme ont été modifiées afin que chaque nouvel établissement public de coopération intercommunale à fiscalité propre soit rattaché à un seul arrondissement au 1er janvier 2017. La communauté de communes entre Dore et Allier à laquelle appartient la commune est rattachée à l'arrondissement de Thiers ; ainsi, Ravel est passée le 1er janvier 2017 de l'arrondissement de Clermont-Ferrand à celui de Thiers.

### Liste des maires
| Période                                  | Période                    | Identité                              | Étiquette | Qualité                            |
| ---------------------------------------- | -------------------------- | ------------------------------------- | --------- | ---------------------------------- |
| Les données manquantes sont à compléter. |                            |                                       |           |                                    |
| 1800                                     | 1808                       | Guillaume Petit                       |           |                                    |
| 1808                                     | 1811                       | François Pagès                        |           |                                    |
| 1811                                     | 1815                       | Charles Riberolles-Beaucène           |           |                                    |
| 1815                                     | 1815                       | Guillaume Petit                       |           |                                    |
| 1815                                     | 1828                       | Charles Riberolles-Beaucène           |           |                                    |
| 1828                                     | 1855                       | Jacques-Henri Huguet                  |           |                                    |
| 1855                                     | 1864                       | Barthélemy de Riberolles              |           |                                    |
| 1864                                     | 1865                       | Augustin-Antoine de Riberolles        |           |                                    |
| 1865                                     | 1871                       | Antoine Aspert-Ducros                 |           |                                    |
| 1871                                     | 1881                       | Augustin-Antoine-Amable de Riberolles |           |                                    |
| 1881                                     | 1892                       | Louis Laroche                         |           |                                    |
| 1892                                     | 1896                       | Antoine Brousse-Ossedat               |           |                                    |
| 1896                                     | 1900                       | Michel-Joseph Chomette                |           |                                    |
| 1946                                     | 1959                       | Francisque Varenne                    |           | Préfet honoraire                   |
| 1971                                     | 2001                       | Serge Geneix                          | PS        |                                    |
| mars 2001                                | mars 2014                  | Bruno Bernard                         | DVG       |                                    |
| mars 2014                                | mai 2020                   | Didier Blanc                          | DVG       | Conseiller départemental suppléant |
| mai 2020                                 | En cours (au 30 août 2020) | Michelle Cierge                       |           | Secrétaire                         |

### Instances judiciaires
Ravel dépend de la cour d'appel de Riom et des tribunaux judiciaire et de commerce de Clermont-Ferrand.

## Population et société

### Démographie
Les habitants de la commune sont appelés les Ravellois et les Ravelloises.
L'évolution du nombre d'habitants est connue à travers les recensements de la population effectués dans la commune depuis 1793. Pour les communes de moins de 10 000 habitants, une enquête de recensement portant sur toute la population est réalisée tous les cinq ans, les populations de référence des années intermédiaires étant quant à elles estimées par interpolation ou extrapolation. Pour la commune, le premier recensement exhaustif entrant dans le cadre du nouveau dispositif a été réalisé en 2008.

En 2022, la commune comptait 767 habitants, en évolution de +8,33 % par rapport à 2016 (Puy-de-Dôme : +2,1 %, France hors Mayotte : +2,11 %).
| 1793 | 1800 | 1806  | 1821  | 1831  | 1836  | 1841  | 1846 | 1851 |
| ---- | ---- | ----- | ----- | ----- | ----- | ----- | ---- | ---- |
| 983  | 985  | 1 071 | 1 017 | 1 003 | 1 098 | 1 039 | 969  | 968  |

| 1856 | 1861 | 1866 | 1872 | 1876 | 1881 | 1886 | 1891 | 1896 |
| ---- | ---- | ---- | ---- | ---- | ---- | ---- | ---- | ---- |
| 930  | 829  | 833  | 835  | 830  | 812  | 770  | 727  | 678  |

| 1901 | 1906 | 1911 | 1921 | 1926 | 1931 | 1936 | 1946 | 1954 |
| ---- | ---- | ---- | ---- | ---- | ---- | ---- | ---- | ---- |
| 653  | 627  | 590  | 542  | 539  | 501  | 472  | 418  | 460  |

| 1962 | 1968 | 1975 | 1982 | 1990 | 1999 | 2006 | 2008 | 2013 |
| ---- | ---- | ---- | ---- | ---- | ---- | ---- | ---- | ---- |
| 467  | 446  | 420  | 486  | 597  | 666  | 692  | 699  | 691  |

| 2018 | 2022 | - | - | - | - | - | - | - |
| ---- | ---- | - | - | - | - | - | - | - |
| 747  | 767  | - | - | - | - | - | - | - |

### Enseignement
Ravel dépend de l'académie de Clermont-Ferrand. Elle gère une école élémentaire publique.
Les élèves poursuivent leur scolarité au collège de Lezoux puis au lycée Montdory de Thiers.

## Culture locale et patrimoine

### Lieux et monuments

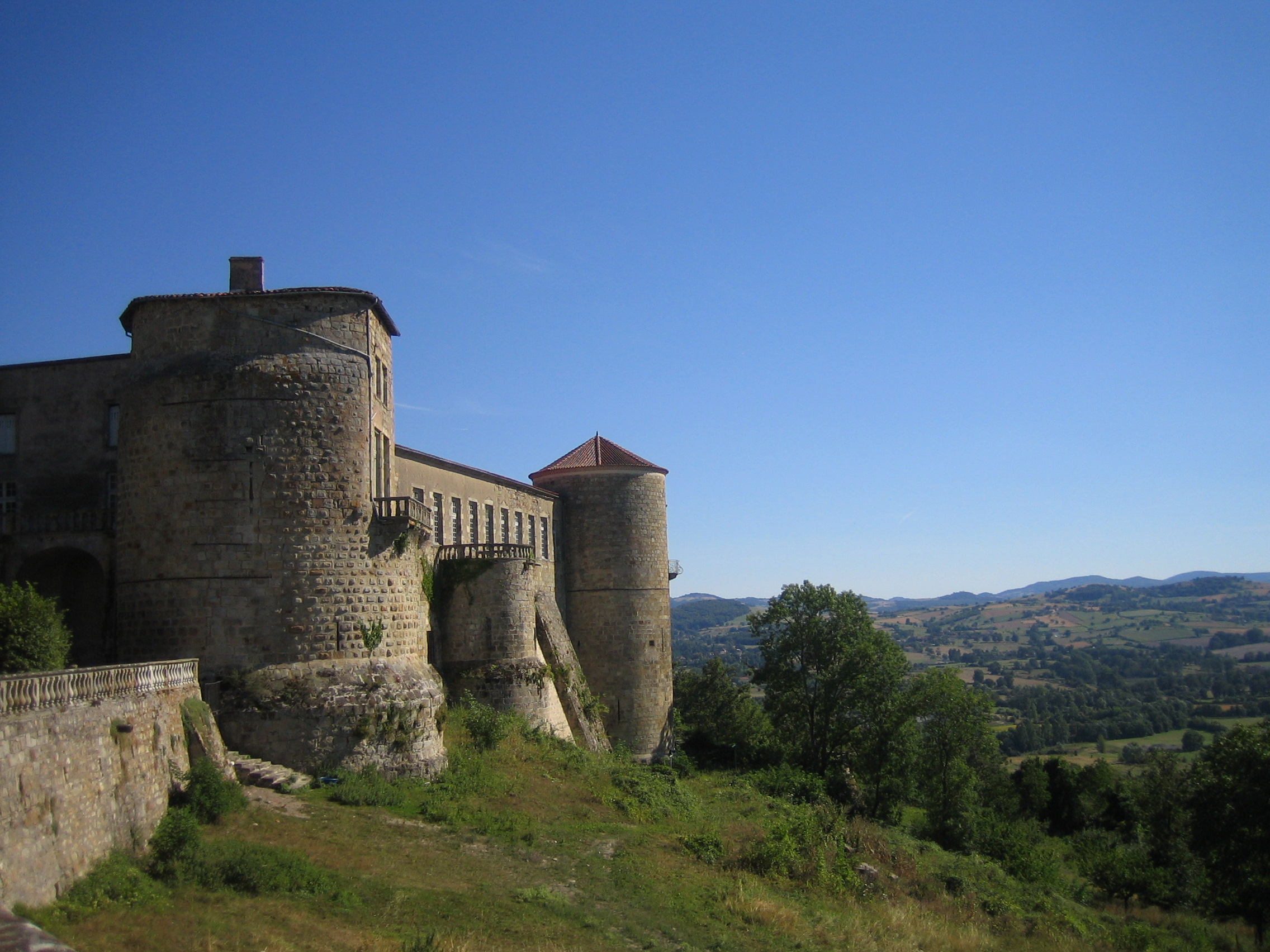
Le château de Ravel.

La commune possède deux monuments classés au titre des Monuments historiques :
- le château de Ravel (XIIIe, XVIIe et XVIIIe siècles), classé par arrêté du 20 mai 1958[30] ;
- l'église Notre-Dame-de-l'Assomption (XIVe siècle), classée par arrêté du 3 septembre 1912[31].

### Personnalités liées à la commune
- Guillaume Flote, seigneur de Ravel.
- Philibert Aspairt, mort dans les carrières de Paris et retrouvé onze ans plus tard.